# Cairns Shoal
Cairns Shoal ist eine Untiefe an der Nordküste Südgeorgiens. Im östlichen Teil der Right Whale Bay befindet sie sich 1 km westlich des Craigie Point.
Das UK Antarctic Place-Names Committee benannte die Untiefe 1964 nach Petty Officer Peter Thomas Cairns (* 1929) von der Royal Navy, der an Bord des Schiffs HMS Owen 1961 an der Entdeckung und hydrographischen Vermessung dieses geographischen Objekts beteiligt war.